# Skisprung-Europacup
Der Skisprung-Europacup war eine jährlich von 1980 bis zum Winter 1992/93 vom Weltskiverband FIS ausgerichtete Wettkampfserie im Skispringen. Auf sie folgte später der Skisprung-Continental-Cup. Die letzten beiden Jahre wurde die Serie als Europacup/Continental Cup in Doppelbezeichnung ausgeführt. Die Wettbewerbe fanden als Unterbau zum Skisprung-Weltcup bis 1993 ausschließlich in Europa statt und standen nur europäischen Athleten offen. Athleten aus Asien und Amerika starteten in diesem Zeitraum im Skisprung-Pacific-Rim-Cup. Erst mit der finalen Umbenennung zum Continental Cup wurde die Serie für andere Athleten geöffnet und fand auch außerhalb Europas statt.

## Listen der Sieger der Europacup-Gesamtwertungen
| Saison  | Sieger              | Zweiter           | Dritter           |
| ------- | ------------------- | ----------------- | ----------------- |
| 1980/81 | Alois Lipburger     |                   |                   |
| 1981/82 | Hans Wallner        | Kari Ylianttila   | Peter Rohwein     |
| 1982/83 | Franz Wiegele       | Vegard Opaas      | Rolf Åge Berg     |
| 1983/84 | Wladimir Brejtschew | Geir Johnson      | Gérard Colin      |
| 1984/85 | Per-Mårten Olsrud   | Vasja Bajc        | Matjaž Žagar      |
| 1985/86 | Walentin Boschkow   | Georg Waldvogel   | Bohumil Vacek     |
| 1986/87 | Jiří Malec          | Adolf Hirner      | Paul Erat         |
| 1987/88 | Werner Haim         | Tomaž Dolar       | Oliver Strohmaier |
| 1988/89 | Harald Rodlauer     | Stefan Horngacher | Robert Leonhardt  |
| 1989/90 | Franz Wiegele       | Robert Leonhardt  | Stephan Zünd      |
| 1990/91 | Franz Neuländtner   | Werner Schuster   | Ingo Lesser       |
| 1991/92 | Andreas Rauschmeier | Franz Neuländtner | Remo Lederer      |
| 1992/93 | Franz Neuländtner   | Christian Moser   | Christoph Müller  |